# Octopoteuthis
Octopoteuthis (Rüppell, 1844) è un genere di molluschi cefalopodi appartenente alla famiglia Octopoteuthidae.

## Descrizione
I membri della famiglia hanno mantello all'incirca conico, largo e allungato , poco muscoloso e di consistenza gelatinosa, terminante con una punta ottusa o acuta. Le pinne sono ovali, fuse sulla parte dorsale del corpo, molto ampie e a inserzione lunga quasi quanto la lunghezza del matello; nella parte anteriore, ovvero verso la testa, le pinne sono separate per un breve tratto da un'intaccatura a forma di U formando due piccoli lobi anteriori. La testa è larga e dotata di grandi occhi. Le braccia sono armate di due serie di uncini ricoperti da una guaina carnosa, le ventose sono molto piccole e presenti solo all'apice delle braccia. I tentacoli sono assenti negli adulti e nei giovanili con mantello superiore a 12 mm. Nelle paralarve sono più lunghi delle braccia, hanno stelo tentacolare gelatinoso e una breve clava tentacolare con fino a 8 ventose relativamente grandi. Sulla punta di ogni braccio è presente un piccolo e stretto fotoforo con pigmentazione nera; altri fotofori sottocutanei sono sparsi sul mantello, la testa e le braccia, i cui numero e taglia variano fra le diverse specie. L'ectocotile è assente ma è presente un pene ben sviluppato.
La lunghezza massima del mantello è di circa 50 cm ma normalmente non supera i 20 cm.

## Distribuzione e habitat
Il genere ha distribuzione cosmopolita in acque tropicali, subtropicali e temperate calde. O. sicula è presente nel mar Mediterraneo.
Frequentano le zone mesopelagica e batipelagica fino a circa 2000 metri di profondità. Effettuano una migrazione nictemerale e di notte possono trovarsi anche nella zona epipelagica. Anche i giovanili effettuano simili migrazioni assieme allo zooplancton.

## Biologia
Poco nota.

### Comportamento
Osservazioni da parte di ROV mostrano che questi animali nuotano in posizione verticale con la testa in alto e le braccia allargate.

### Predatori
I predatori di O. sicula comprendono tonni, lampughe, pesci spada, alepisauri, albatri, delfini e altri cetacei odontoceti tra i quali capodogli e zifi. Sono preda anche di calamari del genere Sthenoteuthis.

## Pesca
Inesistente a causa della rarità e della consistenza gelatinosa del corpo.

## Tassonomia
Il numero di specie esistenti non è ben definito.

### Specie
Il genere comprende 6 specie::
- Octopoteuthis danae Joubin, 1931
- Octopoteuthis deletron Young, 1972
- Octopoteuthis indica Naef, 1923
- Octopoteuthis megaptera (Verrill, 1885)
- Octopoteuthis nielseni Robson, 1948
- Octopoteuthis rugosa Clarke, 1980
- Octopoteuthis sicula Rüppell, 1844